# The Clouds
Pour les articles homonymes, voir Cloud.
The Clouds est un groupe de rock progressif britannique, originaire d'Édimbourg, en Écosse. Il s'était nommé 1-2-3 au milieu des années 1960. Son premier album, Scrapbook, peut être considéré comme un acte fondateur du rock progressif, que populariseront ensuite des groupes comme Yes ou Genesis.
Ne pas confondre The Clouds avec Les Clouds (ce groupe français originaire du Bugey existe depuis 1987), ni avec le groupe australien The Clouds créé, lui, en 1991.

## Biographie
Leur premier et unique album, Scrapbook, est un album-concept comme c'est alors devenu la mode depuis le Sgt Pepper des Beatles. Le thème est un « scrapbook », l'un de ces cahiers où l'on fourre pêle-mêle une quantité de citations et de souvenirs. L'album, publié chez Island Records, n'a pas de véritable suite : la distribution du suivant Up Above Our Heads (Deram) passe inaperçue  et le dernier - Watercolour Says (Chrysalis Records) - n'a pas le niveau d'inventivité ni de qualité - ni donc de succès - du premier. Par exemple Long Time semblait un pastiche de On the Road Again de Canned Heat.
The Clouds (sauf un qui reste musicien) finissent honorablement leurs carrières universitaires, et l'album reste planté comme une sorte de jalon. De courts (raisons judiciaires obligent) extraits de chansons des Clouds sont disponibles sur la Toile. Ayant connu ses premiers succès en 1967, le groupe disparait en octobre 1971.

## Membres
- Ian Ellis - chant, guitare basse
- Billy Richie - orgue
- Harry Hughes - batterie

## Discographie
Plusieurs chansons de cet album ont été remastérisées en 2017 dans un album Up Above Our Heads